# Старий Град (Кршко)
Старий Град (словен. Stari Grad) — поселення в общині Кршко, Споднєпосавський регіон, Словенія. Висота над рівнем моря: 156,8 м.